# Conognatha penai
Conognatha penai là một loài bọ cánh cứng thuộc chi Conognatha, họ Buprestidae. Loài này được Moore mô tả khoa học năm 1981.